# Дьяченко, Вадим Евгеньевич
Вадим Евгеньевич Дьяченко (18 июля 1896, Нижний Новгород — 2 июня 1954, Киев) — украинский советский математик, член-корреспондент АН УССР (с 1934), профессор (с 1928).

## Биография
В 1916 окончил Морской его Императорского Величества Наследника Цесаревича Корпус в Петрограде (ныне Санкт-Петербургский военно-морской институт). Служил на флоте.
В 1921—1934 работал на кафедре прикладной математики АН УССР, в 1934—1954 — в Институте математики АН УССР, в 1935—1938 — также в Институте физики АН УССР, в 1923—1954 — также в Киевском университете. Профессор.

## Научная деятельность
Основные труды В. Дьяченко в области математической физики, физико-технических методов вычислительной математики, теории относительности, электронной оптики, математической теории термоэлементов и общей механики. Занимался приближенными и численными методами, дифференциальными уравнениями и др.
С 1946 разрабатывал физико-технические методы вычислительной математики, конструкции вычислительных приборов. Под его руководством в Киеве были разработаны первые электроинтеграторы.
Профессор В. Дьяченко — инициатор создания в Киевском университете лаборатории электромоделирования и вычислительной математики. Под его руководством в 1948—1951 создан электрогенератор для решения дифференциальных уравнений эллиптического типа.
Похоронен на Соломенском кладбище Киева.